# Nadja Pries
Nadja Pries (* 20. Mai 1994 in Erlangen) ist eine deutsche Radsportlerin, die im BMX aktiv ist.
Nadja Pries ist elffache deutsche Meisterin im BMX. Bei Junioren-Weltmeisterschaften errang sie zweimal Silber, bei Junioren-Europameisterschaften zweimal Bronze. 2015 startete sie bei den Europaspielen in Baku und belegte im Race Rang zehn.
2016 wurde Pries für die Olympischen Spiele in Rio de Janeiro nominiert. Vor den Spielen posierte  Pries gemeinsam mit der Schwimmerin Isabelle Härle, der Ruderin Julia Lier, der Tischtennisspielerin Petrissa Solja und der aus Verletzungsgründen nicht in Rio startenden Stabhochspringerin Katharina Bauer in der deutschen Ausgabe des Playboy.
Anfang 2021 gab sie das Ende ihrer Karriere als BMX-Fahrerin bekannt.